# Radiolinia
Radiolinia (inaczej dohoryzontalna linia radiowa) – system urządzeń służących do nadawania i odbierania analogowych lub cyfrowych transmisji radiowych. Pracuje w paśmie mikrofalowym, z anteną o silnie kierunkowej charakterystyce promieniowania (i, co za tym idzie, dużym zysku energetycznym). Zapewnia przepustowość od kilku Mb/s do Gb/s.
Radiolinie są bardzo często używane w systemach telefonii komórkowej jako system zapewniający transmisję między stacją bazową a kontrolerem stacji bazowej. W wojskach łączności wykorzystywane na szczeblu taktycznej jak i operacyjnej sieci łączności dla zapewnienia komunikacji w ramach ugrupowania wojsk.
Dawniej wykorzystywane były do dosyłania sygnału do masztów i wież radiowych i telewizyjnych, jednak obecnie zostały w większości zastąpione przez technologie satelitarne. Wykorzystuje się je jeszcze tam, gdzie dosył satelitarny byłby nieopłacalny (np. przez nadawców lokalnych) oraz w sytuacjach awaryjnych.
Istotną zaletą radiolinii (w porównaniu do łącza światłowodowego) jest znacznie wyższa odporność na przypadkowe uszkodzenie łącza. Wadą jest znacznie gorsza odporność na warunki atmosferyczne (ulewne opady deszczu mogą na tyle zwiększyć stopę błędów, że nastąpi zerwanie łącza).

## Galeria

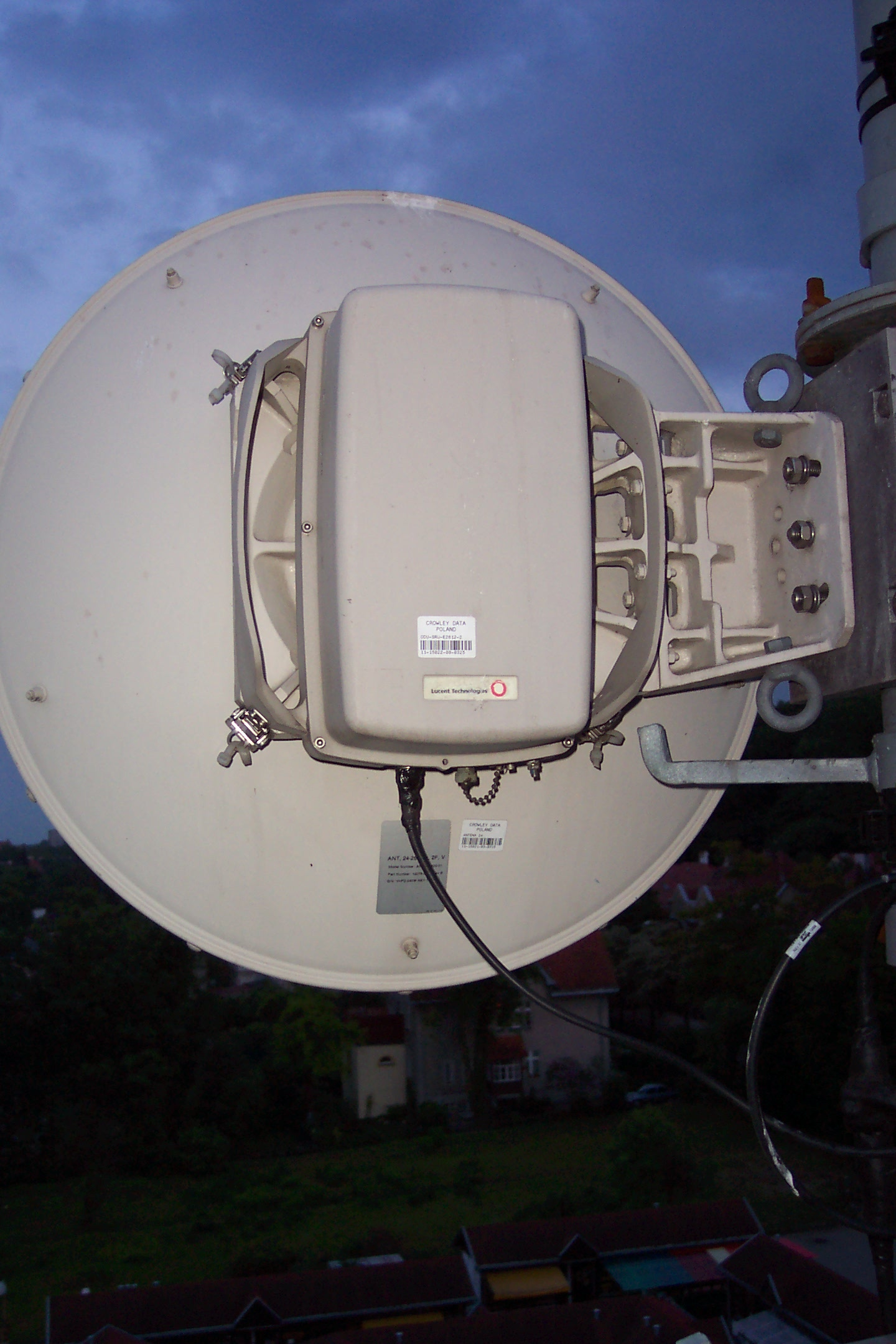
Antena mikrofalowa (okrągła) i tzw. outdoor unit (kwadratowa)
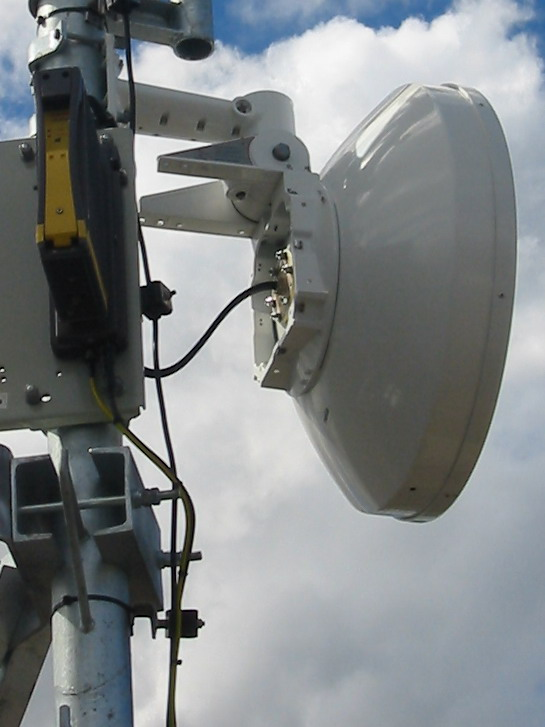
Dohoryzontowa linia radiowa, City Link, Olsztyn
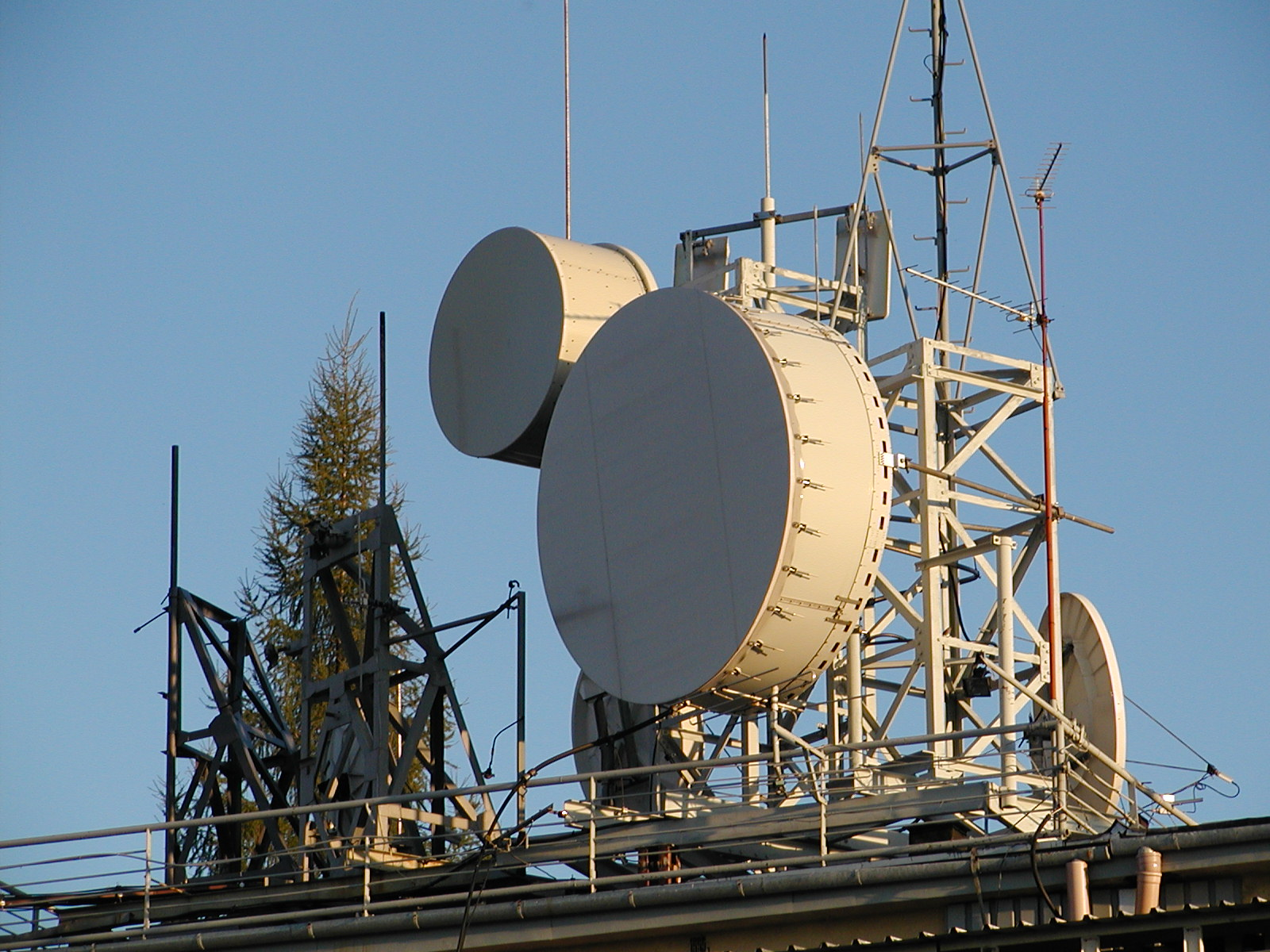
Radiolinia na obiekcie Emitelu na Gubałówce
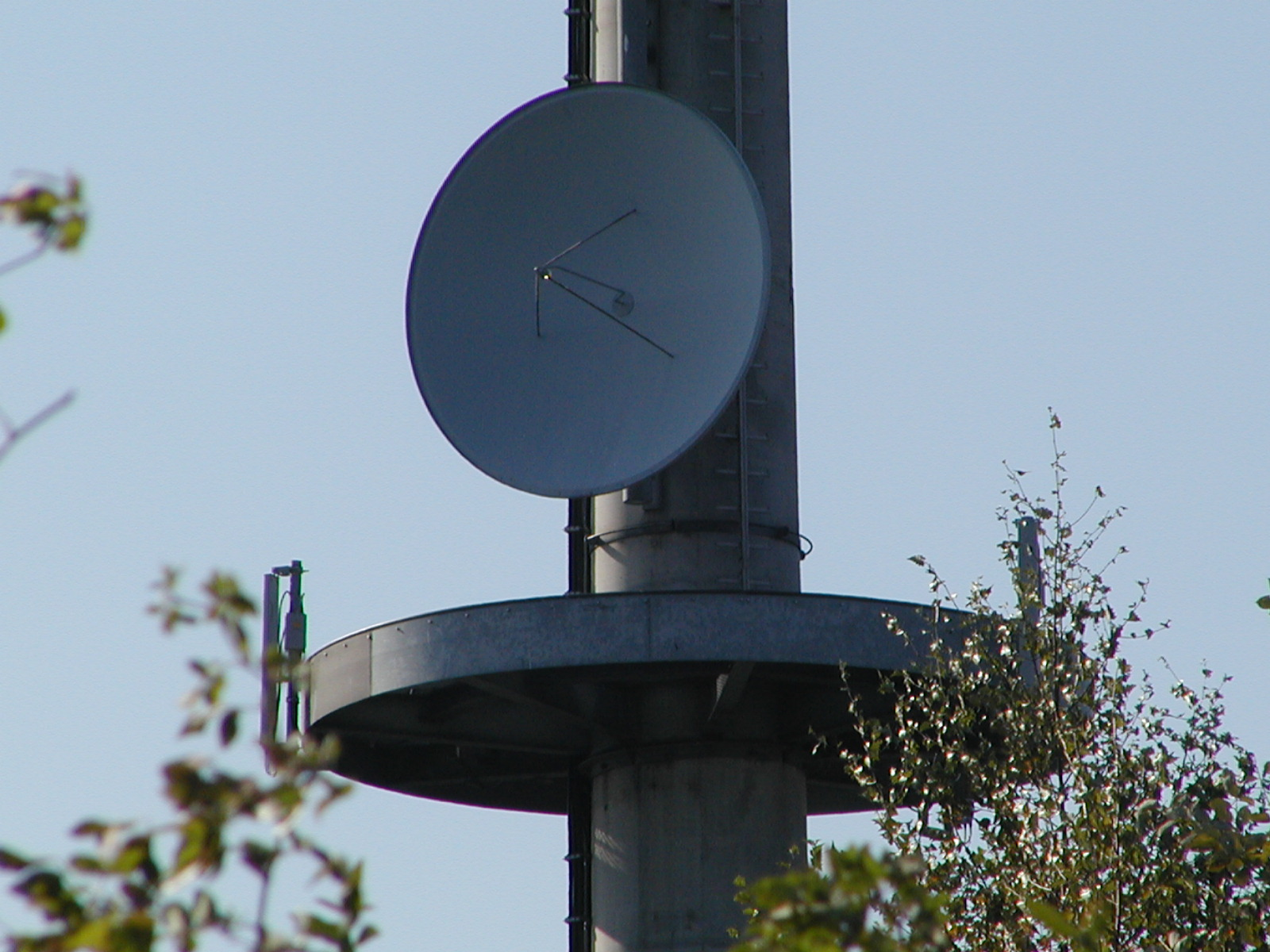
Radiolinia na obiekcie Deutsche Funkturm GmbH w Witten-Stockum (Niemcy)
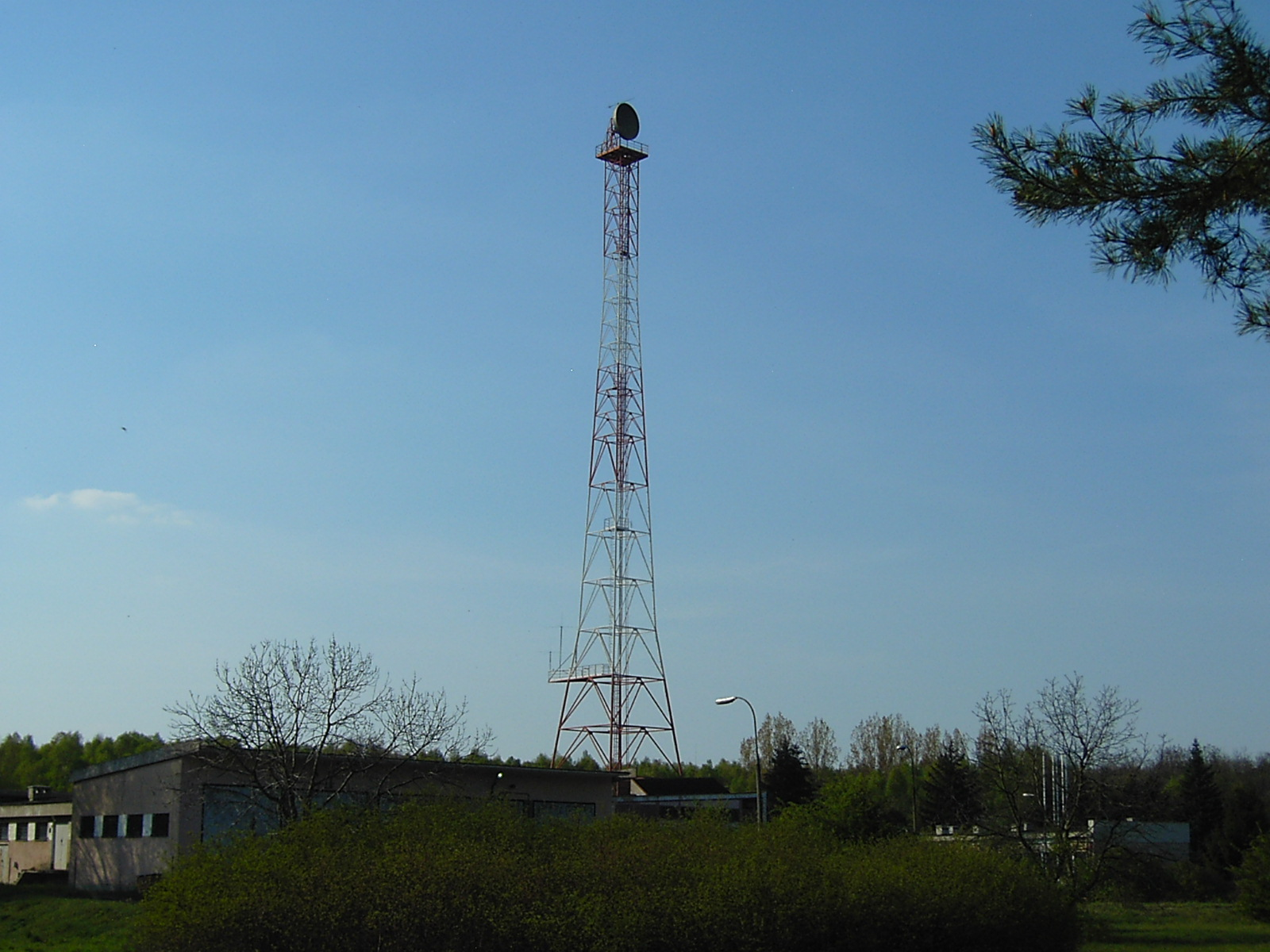
Wieża z anteną radiolinii w b. Radiofonicznym Ośrodku Nadawczym w Konstantynowie